# Эль-Довио
Эль-Довио (исп. El Dovio) — город и муниципалитет на западе Колумбии, на территории департамента Валье-дель-Каука. Входит в состав Северного субрегиона.

## История
Поселение, из которого позднее вырос город, было основано в 1936 году. Муниципалитет Эль-Довио был выделен в отдельную административную единицу в 1956 году.

## Географическое положение

Муниципалитет Эль-Довио

Город расположен в северной части департамента, в гористой местности Западной Кордильеры, на расстоянии приблизительно 115 километров к северо-северо-востоку (NNE) от города Кали, административного центра департамента. Абсолютная высота — 1435 метров над уровнем моря.
Муниципалитет Эль-Довио граничит на севере и западе с территорией муниципалитета Версальес, на северо-востоке — с муниципалитетом Ла-Уньон, на востоке — с муниципалитетом Рольданильо, на юге — с муниципалитетом Боливар. Площадь муниципалитета составляет 383 км².

## Население
По данным Национального административного департамента статистики Колумбии, совокупная численность населения города и муниципалитета в 2015 году составляла 8508 человек.
Динамика численности населения муниципалитета по годам:
| 2005 | 2006 | 2007 | 2008 | 2009 | 2010 | 2011 | 2012 | 2013 | 2014 | 2015 |
| ---- | ---- | ---- | ---- | ---- | ---- | ---- | ---- | ---- | ---- | ---- |
| 9548 | 9431 | 9329 | 9210 | 9097 | 8998 | 8896 | 8792 | 8698 | 8594 | 8508 |

Согласно данным переписи 2005 года мужчины составляли 50 % от населения Эль-Довио, женщины — соответственно также 50 %. В расовом отношении белые и метисы составляли 97,8 % от населения города; индейцы — 1,2 %; негры, мулаты и райсальцы — 1 %.
Уровень грамотности среди всего населения составлял 86,3 %.

## Экономика
Основу экономики Эль-Довио составляет сельское хозяйство.
54 % от общего числа городских и муниципальных предприятий составляют предприятия торговой сферы, 34,5 % — предприятия сферы обслуживания, 11,2 % — промышленные предприятия, 0,3 % — предприятия иных отраслей экономики.